# Воскресенское (Бабушкинский район)
Воскресенское — село в Бабушкинском районе Вологодской области. Административный центр Березниковского сельского поселения и Березниковского сельсовета (с 4 июня 2001).
Расстояние до районного центра села имени Бабушкина по автодороге — 78 км. Ближайшие населённые пункты — Житниково, Душнево, Васильево.
По переписи 2002 года население — 401 человек (192 мужчины, 209 женщин). Всё население — русские.